# Dienis Gołowanow
Dienis Gołowanow, ros. Денис Голованов (ur. 27 marca 1979 w Soczi) – rosyjski tenisista, zwycięzca jednego turnieju ATP World Tour w deblu.

## Kariera tenisowa
Karierę tenisową rozpoczął w roku 1998. W singlu najlepszym wynikiem Rosjanina jest zwycięstwo w turnieju rangi ATP Challenger Tour w roku 2002 w Hull. W Finale pokonał Brytyjczyka Arvinda Parmara. Gołowanow jest również finalistą dwóch innych imprez ATP Challenger Tour - najpierw doszedł do finału w Kordobie w lipcu 2000 roku. Mecz o tytuł przegrał z Belgiem Reginaldem Willemsem. Drugi finał osiągnął w Bronx, a w finale nie sprostał Mardy'emu Fishowi. Najwyżej w rankingu singlistów był na 152. miejscu w czerwcu 2002 roku.
W grze podwójnej Rosjanin wygrał jeden turniej rangi ATP World Tour, w roku 2001 w Petersburgu. Wspólnie z Jewgienijem Kafielnikowem pokonał w finale wynikiem 7:5, 6:4 parę Irakli Labadze-Marat Safin. Najwyżej w zestawieniu deblistów był na 104. pozycji pod koniec września 2002 roku.

### Finały w turniejach ATP World Tour
| Nazwa                         |
| ----------------------------- |
| Wielki Szlem                  |
| Igrzyska olimpijskie          |
| ATP Tour World Championships  |
| ATP Masters Series            |
| ATP International Series Gold |
| ATP International Series      |

#### Gra podwójna (1–0)
| Końcowy wynik | Nr | Data                 | Turniej    | Nawierzchnia  | Partner               | Przeciwnicy                | Wynik finału |
| ------------- | -- | -------------------- | ---------- | ------------- | --------------------- | -------------------------- | ------------ |
| Zwycięzca     | 1. | 28 października 2001 | Petersburg | Twarda (hala) | Jewgienij Kafielnikow | Irakli Labadze Marat Safin | 7:5, 6:4     |